# St. Andreas (Roßhaupten)

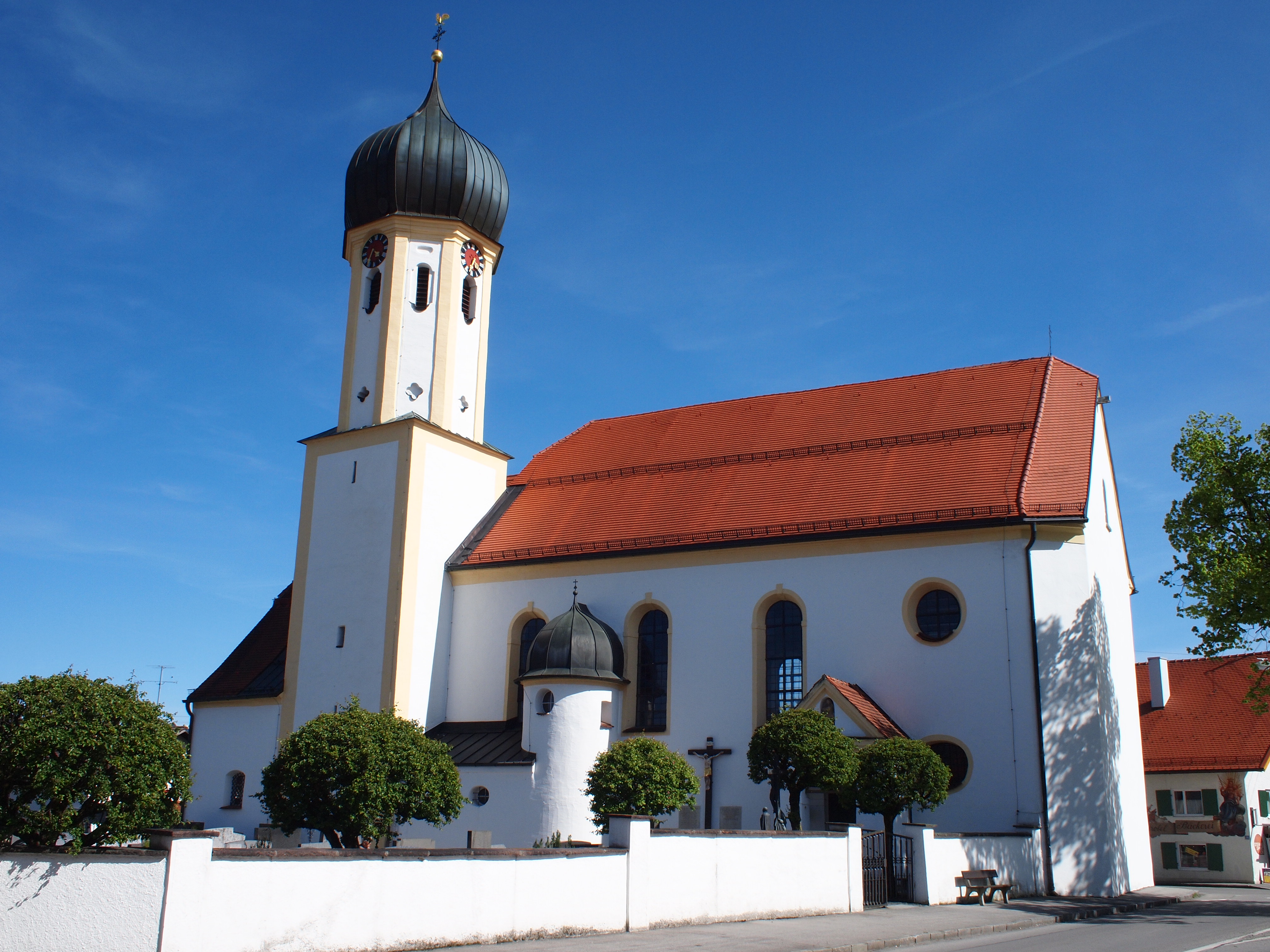
St. Andreas in Roßhaupten

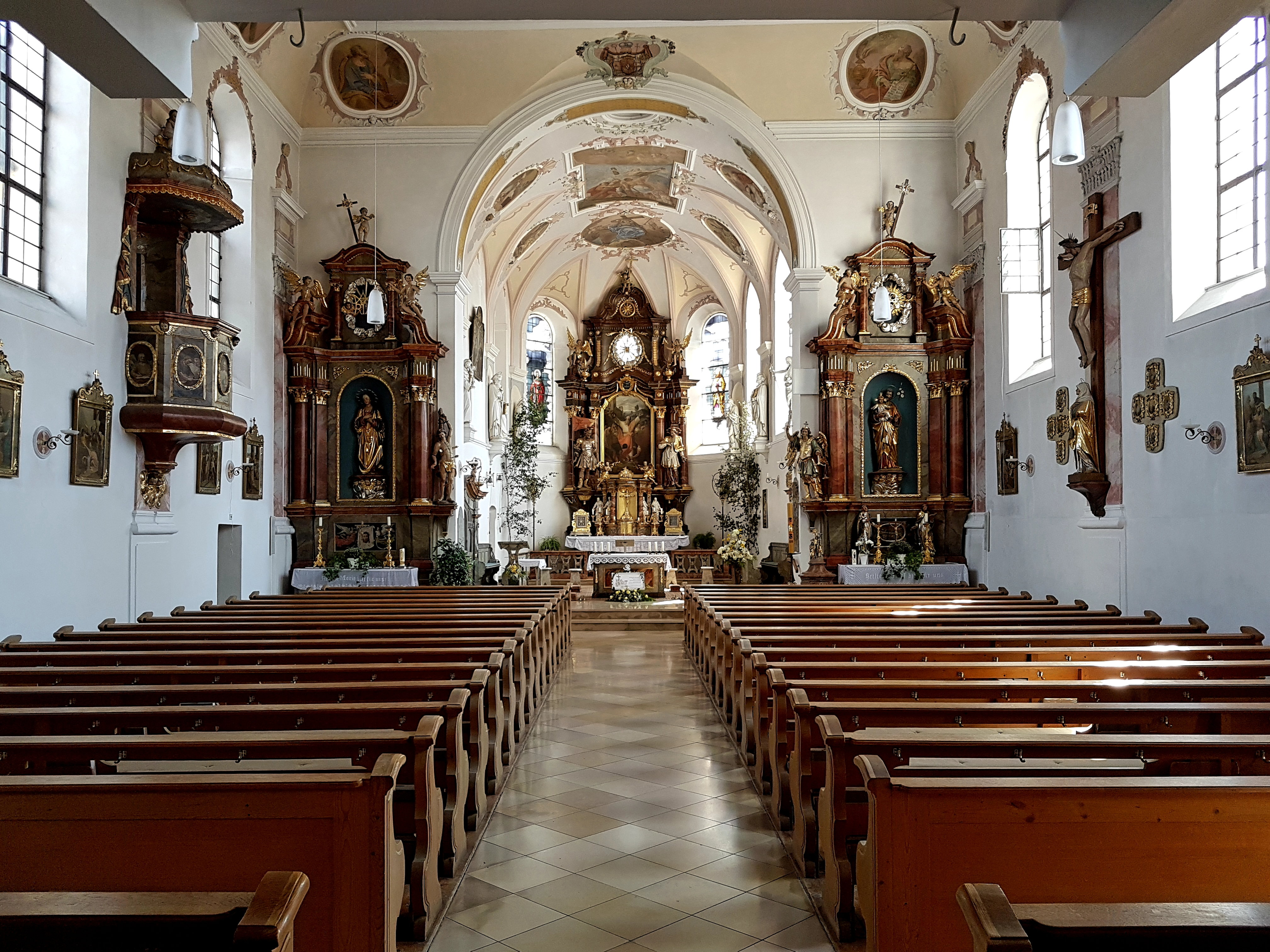
Innenraum

Die römisch-katholische Pfarrkirche St. Andreas steht in Roßhaupten, einer Gemeinde im schwäbischen Landkreis Ostallgäu in Bayern. Das Bauwerk ist in der Liste der Baudenkmäler in Roßhaupten als Baudenkmal unter der Nr. D-7-77-166-7 eingetragen. Die Pfarrei gehört zum Dekanat Marktoberdorf des Bistums Augsburg.

## Beschreibung
Die Saalkirche wurde 1630 neu gebaut. Sie besteht aus einem Langhaus, einem eingezogenen, dreiseitig geschlossenen Chor im Osten, einem Chorflankenturm auf quadratischem Grundriss an der Nordwand des Chors, der mit einem achteckigen Geschoss, das die Turmuhr und den Glockenstuhl mit fünf Kirchenglocken beherbergt, aufgestockt und mit einer Zwiebelhaube bedeckt. Die Sakristei steht an der Nordostecke von Chorflankenturm und Chor. Von Johann Georg Fischer wurde 1729 das Langhaus erneuert und der Chor umgestaltet. Der Innenraum des Langhauses zu vier Achsen ist mit einer Decke mit Hohlkehle überspannt, der des Chors zu drei Achsen mit einem Stichkappengewölbe. Der Stuck im Chor wurde vom Neffen des Johann Jakob Herkomer eingefügt, der im Langhaus wird Joseph Fischer zugeschrieben. Die Fresken hat 1727 Johann Heel eingefügt. Der um 1880 gebaute, von den Statuen des Florian von Lorch und des Johannes Nepomuk flankierte Hochaltar wird Anton Sturm zugeschrieben. Einen Seitenaltar hat im späten 18. Jahrhundert Jörg Lederer gebaut. Über dem Chorbogen befindet sich in einer Kartusche das Wappen von Pfalz-Neuburg. 

## Orgel
Der Orgelbauer Balthasar Pröbstl aus Füssen, der 1854 und 1865 die alte Orgel der Pfarrkirche repariert hatte, erbaute 1892 ein neues Instrument (II/P/12) mit folgender Disposition:
| I Manual C– |            |       |
| 1.          | Bourdon    | 16′   |
| 2.          | Principal  | 08′   |
| 3.          | Tibia      | 08′   |
| 4.          | Gamba      | 08′   |
| 5.          | Octav      | 04′   |
| 6.          | Octav      | 02′   |
| 7.          | Mixtur III | 2 ⁄3′ |

| II Manual C– |                   |    |
| 8.           | Principal amabile | 8′ |
| 9.           | Salicional        | 8′ |
| 10.          | Gedeckt           | 8′ |

| Pedal C– |        |     |
| 11.      | Subbaß | 16′ |
| 12.      | Cello  | 08′ |

- Koppeln: II/I, I/P, II/P

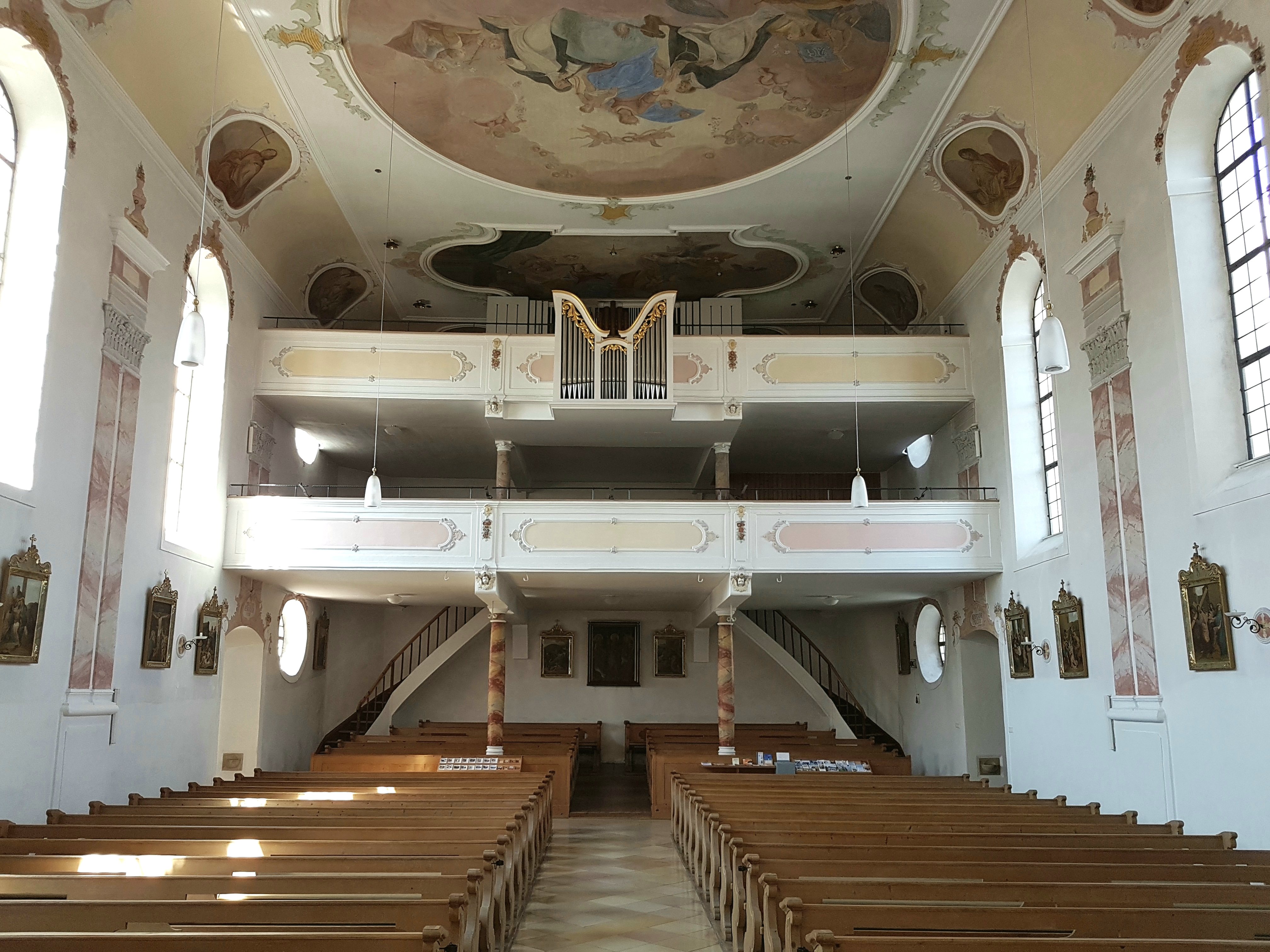
Blick zur Empore mit der Hindelang-Orgel

1966 erfolgte ein Orgelneubau durch die Gebrüder Hindelang aus Ebenhofen, eines der letzten Werke seiner Erbauer (II/P/23). Die Disposition lautet:
| I Hauptwerk C– |                |       |
| 1.             | Prinzipal      | 8′    |
| 2.             | Rohrflöte      | 8′    |
| 3.             | Salicional     | 8′    |
| 4.             | Oktave         | 4′    |
| 5.             | Blockflöte     | 4′    |
| 6.             | Sesquialter II | 2 ⁄3′ |
| 7.             | Nachthorn      | 2′    |
| 8.             | Mixtur IV-V    | 1 ⁄3′ |
| 9.             | Trompete       | 8′    |

| II Positiv C– |             |       |
| 10.           | Copula      | 8′    |
| 11.           | Quintade    | 8′    |
| 12.           | Prästant    | 4′    |
| 13.           | Coppelflöte | 4′    |
| 14.           | Schwegel    | 2′    |
| 15.           | Nasat       | 1 ⁄3′ |
| 16.           | Cymbel III  | 1⁄2′  |
| 17.           | Krummhorn   | 8′    |
|               | Tremulant   |       |

| Pedal C– |               |        |
| 18.      | Subbaß        | 16′    |
| 19.      | Quintadenbaß  | 16′    |
| 20.      | Oktavbaß      | 08′    |
| 21.      | Dolkan        | 04′    |
| 22.      | Rauschbaß III | 02 ⁄3′ |
| 23.      | Posaune       | 16′    |

- Koppeln: II/I, I/P, II/P
- Spielhilfen: freie Kombination, Zungen ab, Walze, Tutti
- Traktur: Schleifladen, mechanische Spiel- und elektro-pneumatische Registertraktur